# Håkan Sjöström
Håkan Sjöström, född 23 september 1933 i Åbo, död där 11 september 2017, var en finländsk marinmålare.  
Sjöström utexaminerades som diplomekonom 1957 och var inköpschef vid Oy Laivateollisuus Ab 1957–1988. Vid sidan av detta utvecklades han från amatör till produktiv marinmålare, som målat en betydande del av de nybyggda fartygen vid finländska varv. Han har varit aktiv i Finland i mer än ett halvt sekel, och förenar noggrann fartygshistorisk forskning med en stark känsla för havsmiljön. Hårda vinterförhållanden till sjöss med packis och köldrök återges på många av hans målningar av isbrytare och passagerarfartyg. Han har hållit flera utställningar genom åren i Pargas, Åbo, Mariehamn, Kuopio och Göteborg.